# Diclorofosfato de 2-naftila
Diclorofosfato de 2-naftila ou cloreto de 2-naftil-fosforila, é o composto químico orgânico, o éster 2-naftil (ou 2-naftalenil) do ácido diclorofosfônico (ou ácido fosforodiclórico), de fórmula química C10H7C12O2P. É classificado com o número CAS 31651-74-8.